# Келс (Мит)

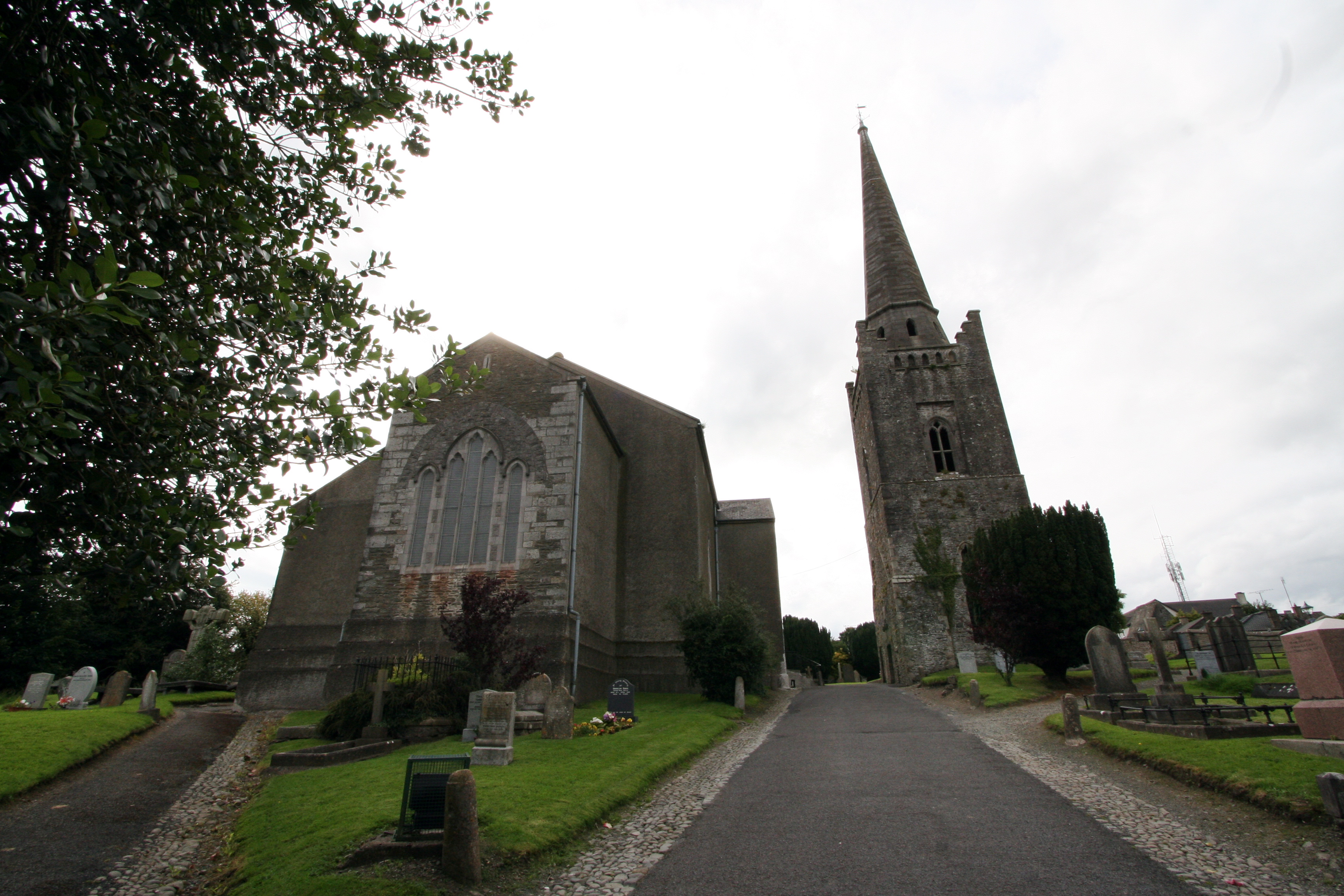
Келлское аббатство

Келс / Кананнас-Мор (англ. Kells; ирл. Ceanannus Mór (Кянанус-Мор)) — (малый) город в Ирландии, находится в графстве Мит (провинция Ленстер).
Город расположен в 65 километрах от Дублина. Согласно последней переписи 2006 года в Келлс проживает 5 248 человек.
В городе расположено Келлское аббатство, где было создано значительное произведение средневекового ирландского искусства — Келлская книга.

## Демография
Население — 5248 человек (по переписи 2006 года). В 2002 году население составляло 4421 человек. При этом, население внутри городской черты (legal area) было 2257, население пригородов (environs) — 2991.
Данные переписи 2006 года:
| Общие демографические показатели |               |                               |                               |      |      |
| Всё население                    | Всё население | Изменения населения 2002—2006 | Изменения населения 2002—2006 | 2006 | 2006 |
| 2002                             | 2006          | чел.                          | %                             | муж. | жен. |
| 4421                             | 5248          | 827                           | 18,7                          | 2585 | 2663 |

В нижеприводимых таблицах сумма всех ответов (столбец «сумма»), как правило, меньше общего населения населённого пункта (столбец «2006»).
| Религия (Тема 2 — 5 : Число людей по религиям, 2006) |             |                |             |            |       |      |
| Католики, чел.                                       | Католики, % | Другая религия | Без религии | не указано | сумма | 2006 |
| 4772                                                 | 90,9        | 243            | 146         | 87         | 5248  | 5248 |

| Этно-расовый состав (Этничность. Тема 2 — 3 : Постоянное население по этническому или культурному происхождению, 2006) |            |              |       |        |        |            |       |       |
| Белые ирландцы | Лухт-шулта | Другие белые | Негры | Азиаты | Другие | Не указано | сумма | 2006  |
| 4550 | 4          | 433          | 55    | 22     | 58     | 78         | 5200  | 5248  |
| Доля от всех отвечавших на вопрос, %                                                                                   |            |              |       |        |        |            |       |       |
| 87,5 | 0,1        | 8,3          | 1,1   | 0,4    | 1,1    | 1,5        | 100   | 99,11 |

1 — доля отвечавших на вопрос о языке от всего населения.
| Владение ирландским языком (Тема 3 — 1 : Число людей от 3 лет и старше по способности говорить по-ирландски, 2006) |      |            |       |       |
| Владеете ли Вы ирландским языком?                                                                                  |      |            |       |       |
| Да | Нет  | Не указано | сумма | 2006  |
| 1706 | 3190 | 106        | 5002  | 5248  |
| Доля от всех отвечавших на вопрос о языке, %                                                                       |      |            |       |       |
| 34,1 | 63,8 | 2,1        | 100   | 95,31 |

1 — доля отвечавших на вопрос о языке от всего населения.
| Использование ирландского языка (Тема 3 — 2 : Говорящие по-ирландски от 3 лет и старше по частоте использования ирландского языка, 2006) |                                                            |                                               |                                               |                                               |                                               |                                               |       |                                     |      |
| Как часто и где Вы говорите по-ирландски?                                                                                                |                                                            |                                               |                                               |                                               |                                               |                                               |       |                                     |      |
| ежедневно, только в образовательных учреждениях                                                                                          | ежедневно, как в образовательных учреждениях, так и вне их | в других местах (вне образовательной системы) | в других местах (вне образовательной системы) | в других местах (вне образовательной системы) | в других местах (вне образовательной системы) | в других местах (вне образовательной системы) | сумма | всего, отвечавших на вопрос о языке | 2006 |
| ежедневно, только в образовательных учреждениях                                                                                          | ежедневно, как в образовательных учреждениях, так и вне их | ежедневно                                     | каждую неделю                                 | реже                                          | никогда                                       | не указано                                    | сумма | всего, отвечавших на вопрос о языке | 2006 |
| 493 | 21                                                         | 46                                            | 100                                           | 589                                           | 423                                           | 34                                            | 1706  | 5002                                | 5248 |
| Доля от всех отвечавших на вопрос о языке, %                                                                                             |                                                            |                                               |                                               |                                               |                                               |                                               |       |                                     |      |
| 9,9 | 0,4                                                        | 0,9                                           | 2,0                                           | 11,8                                          | 8,5                                           | 0,7                                           | 34,1  | 100                                 |      |

| Типы частных жилищ (Тема 6 — 1(a) : Число частных домовладений по типу размещения, 2006) |          |         |                 |            |       |      |
| Отдельный дом                                                                            | Квартира | Комната | Переносные дома | не указано | сумма | 2006 |
| 1758                                                                                     | 74       | 9       | 1               | 42         | 1884  | 5248 |